# بخش چتور
بخش چتور (به انگلیسی: Chittoor district) یک بخش در هند است که در آندرا پرادش واقع شده‌است. بخش چتور ۴٬۱۷۰٬۴۶۸ نفر جمعیت دارد.